# Regnów
Regnów ist ein Dorf und Sitz der gleichnamigen Gemeinde im Powiat Rawski der Woiwodschaft Łódź, Polen.

## Gemeinde
Zur Landgemeinde Regnów gehören zwölf Ortsteile mit einem Schulzenamt:
Annosław
Kazimierzów
Nowy Regnów
Podskarbice Królewskie
Podskarbice Szlacheckie
Regnów
Rylsk
Rylsk Duży
Rylsk Mały
Sławków
Sowidół
Wólka Strońska

## Verkehr
Der Bahnhof Regnów liegt an der Museumsschmalspurbahn Rogów–Biała Rawska.